# Begoniaväxter
Begoniaväxter (Begoniaceae) är en familj av trikolpater med ungefär 1 400 arter som ursprungligen kommer från världens tropiska och subtropiska områden. Alla utom en art tillhör släktet begonior. Familjens andra släkte, Hillebrandia, är endemiskt på Hawaii och har bara en enda art. Tidigare fanns ytterligare släkten, Begoniella, Semibegoniella och Symbegonia, men dessa ingår numera i begoniorna. De tretton arterna som tidigare utgjorde släktet Symbegonia kommer samtliga från Nya Guinea.
Begoniaväxterna är vanligen suckulenta, fleråriga örter. Många arter i begoniasläktet är välkända krukväxter och prydnadsväxter.
- Wikimedia Commons har media som rör Begoniaväxter.